# HD 5771
HD 5771，又名CP-61 50，SAO 248293、HR 281，是一颗恒星，视星等为6.23，位于銀經301.4，銀緯-56.41，其B1900.0坐标为赤經0h 54m 12.8s，赤緯-61° -56.41′ 13″。